# 2009 aux Pays-Bas
Chronologie des Pays-Bas
- 2005
- 2006
- 2007
- 2008
- 2009
- 2010
- 2011
- 2012
- 2013

Cette page recense des événements qui se sont produits durant l'année 2009 aux Pays-Bas.

## Chronologie

### Janvier 2009
- Vendredi 16 janvier 2009, scandale des bébés vendus sur internet : La justice néerlandaise estime que le couple néerlandais qui avait adopté en 2005 un bébé belge vendu aux enchères sur Internet ne peut être poursuivi, même s'il a commis un acte illégal, car il y a prescription. Le père biologique du bébé avait laissé passer les délais requis par la loi néerlandaise pour engager des poursuites, or après une adoption considérée comme illégale, ce délai est de deux ans, et la petite Donna a été adoptée en mars 2005, un mois après sa naissance. Les parents adoptifs ne peuvent par ailleurs pas être poursuivis pour trafic d'être humain car « ils n'ont pas agi avec l'intention d'exploiter Donna », a également précisé le procureur. En mai 2008, un tribunal néerlandais avait déjà décidé que l'enfant resterait avec sa famille d'adoption[1].

- Mercredi 21 janvier 2009 : Un tribunal d'Amsterdam ordonne au parquet d'engager des poursuites pour incitation à la haine et à la discrimination contre le député d'extrême-droite néerlandais Geert Wilders, réalisateur du film anti-islam Fitna (« Discorde » en arabe). Ce film de 17 minutes, mis en ligne en mars 2008, est  destiné à montrer ce que Geert Wilders considère comme le caractère « fasciste » du Coran, livre dont il demande l'interdiction et qu'il compare au Mein Kampf d'Adolph Hitler.

- Lundi 26 janvier 2009 :
  - Le groupe d'électronique Philips annonce pour 2008 une perte nette de 186 millions d'euros contre un bénéfice 2007 de 4,16 milliards. La perte au quatrième trimestre de 1,47 milliard est dû au réajustement de la valeur de sa filiale Lumileds, spécialisée en diodes électroluminescentes (LED).
  - Le groupe de banque et d'assurance ING annonce la suppression de 7 000 emplois dans le monde en 2009 dans le cadre de son plan de réduction des coûts. La perte 2008 se monte à 1 milliard d'euros. Son directeur général Michel Tilmant est sur le départ.

- Mardi 27 janvier 2009 : les polices néerlandaises et allemandes démantèlent un réseau de trafic de drogue entre les deux pays. 8 personnes sont arrêtés à La Haye et 14 autres en Allemagne. 51 kilos d'héroïne, dont un en Allemagne sont saisis, avec du liquide. Durant l'enquête préliminaire, 7 autres trafiquants avaient été arrêtés en Allemagne.

### Février 2009
- Lundi 2 février 2009 : l'Institut national pour la santé publique et l'environnement annonce qu'une troisième personne est décédée début janvier aux Pays-Bas des suites de la maladie de Creutzfeld-Jacob, la forme humaine de la maladie de la vache folle. Une enquête a été ouverte sur une éventuelle contamination d'autres personnes par le patient, mais « la probabilité est très faible ».

- Jeudi 5 février 2009 : le groupe d'agroalimentaire et de cosmétiques anglo-néerlandais Unilever publie un bénéfice net 2008 en hausse de 28 %, à 5,29 milliards d'euros.

- Vendredi 6 février 2009 : la production industrielle 2008 des Pays-Bas a baissé d'un peu plus de 1 % alors qu'elle avait augmenté de 3 % environ en 2007. En décembre 2008, elle a chuté de 13 % par rapport à décembre 2007.

- Mercredi 18 février 2009 : le brasseur Heineken annonce un  bénéfice net 2008 de 209 millions d'euros soit une baisse de 74 % par rapport à 2007.

- Mercredi 25 février 2009 : Un Boeing 737-800 de la Turkish Airlines s'est écrasé quelques kilomètres avant d'atteindre la piste d'atterrissage de l'aéroport d'Amsterdam-Schiphol se brisant en plusieurs morceaux. 9 passagers sont morts — 5 Turcs et 4 Américains —, 25 personnes - dont des membres de l'équipage - ont été blessées grièvement et une cinquantaine d'autres ont été blessés plus légèrement.

### Mars 2009
- Mardi 3 mars 2009 : la compagnie Turkish Airlines s'engage à indemniser tous les passagers de son Boeing 737-800 qui s'est écrasé pour une raison encore inconnue la semaine dernière près de l'aéroport d'Amsterdam-Schiphol, qu'ils soient décédés, blessés ou pas : « Nous allons dans un premier temps verser la somme de 50 000 euros pour les personnes décédées, entre 5 000 et 10 000 euros pour les blessées et 5 000 euros pour les autres passagers […] Même si un de nos passagers n'a pas subi de blessure corporelle, il a certainement subi un traumatisme mental et nous en tenons compte ». L'accident avait fait neuf morts, cinq Turcs, dont les pilotes, et quatre Américains, et plus de 80 blessés.

- Vendredi 13 mars 2009 : arrestation de 7 personnes, néerlandaises d'origine marocaine, soupçonnées de préparer des attentats à l'explosif dans des magasins à Amsterdam. Parmi ces personnes figure une femme parente d'un des kamikazes des attentats de Madrid en 2004.

- Mercredi 18 mars 2009 : la police démantèle un réseau de trafiquants de drogue transitant par l'aéroport de Schipholl. 8 personnes ont été arrêtées dont six employés de l'aéroport. Ils sont soupçonnées d'avoir fait entrer dans le pays 83 kg de cocaïne, d'une valeur de quatre millions d'euros. La drogue en provenance d'Amérique du sud était dissimulée dans des bagages identifiables par les employés complices. Ceux-ci lui faisaient quitter l'aéroport par les sorties réservées au personnel. Le trafic a duré plusieurs mois.

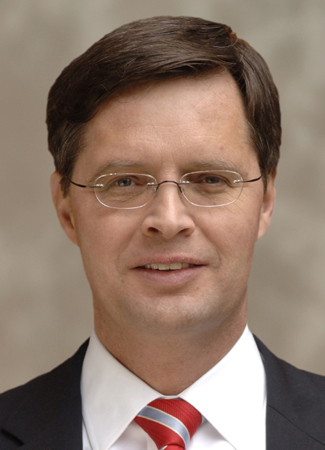
Jan Peter Balkenende
(2007)

- Mercredi 25 mars 2009 : le premier ministre Jan Peter Balkenende annonce un plan de relance de six milliards d'euros pour 2009 et 2010, soit environ 1 % du produit intérieur brut, mais a prévenu qu'il voulait procéder dès 2011 à des économies afin d'endiguer les déficits publics. Le plan prévoit des investissements dans la construction routière et fluviale, la suppression d'une taxe sur les billets d'avion et des mesures contre le chômage des jeunes.

- Lundi 30 mars 2009 : Le groupe informatique Microsoft et le fabricant de systèmes de navigation TomTom annoncent avoir réglé à l'amiable leurs litiges pour violation de brevets. Selon les termes d'un accord d'une durée de cinq ans, TomTom devra verser une somme à Microsoft pour avoir le droit d'utiliser certaines technologies. Il s'est par ailleurs engagé à retirer de ses produits, d'ici deux ans, une fonctionnalité dite de « gestion de fichiers ».

### Avril 2009
- Jeudi 9 avril 2009 : Le bancassureur ING annonce son intention de céder pour 6 à 8 milliards d'actifs non stratégiques en vue de réduire son exposition au risque et de se recentrer sur ses activités principales. ING, qui a reçu en octobre 2008 une injection de capital de 10 milliards d'euros de l'État néerlandais, entend « se concentrer sur des activités moins nombreuses, mais cohérentes et fortes » et se recentrer ses activités sur l'Europe, l'assurance vie et l'épargne retraite, ce qui lui permettra de « devenir un groupe plus concentré, avec une rentabilité substantielle et un potentiel de croissance significatif ».

- Mardi 14 avril 2009 : Le groupe d'électroménager, Philips, annonce le rappel de plus de sept millions de machines à café de type Senseo vendues en Europe et aux États-Unis, en raison d'un défaut de sécurité. Il y a eu 17 incidents recensés causes de « légères blessures ».

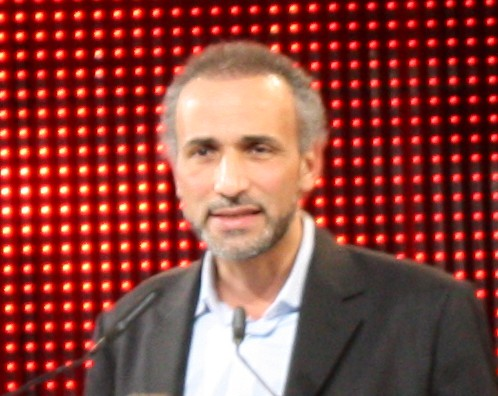
Tariq Ramadan
(2009)

- Lundi 27 avril 2009  : Le contrat du controversé Tariq Ramadan, chargé depuis 2007 de conseiller la  municipalité de Rotterdam et de « stimuler » le débat sur  l'immigration est au cœur d'une vive polémique qui a entraîné une  scission au sein de la coalition qui gouverne la ville. Professeur d'islamologie à l'université Erasme, son mandat a récemment été prolongé. Ses propos au sujet des homosexuels  et des femmes, son rôle réel dans la communauté musulmane et ses conceptions quant à la place de l'islam dans les  sociétés européennes sont au cœur de la polémique[2].

- Jeudi 30 avril 2009 : un chauffard fonce délibérément avec sa voiture dans la foule, à Apeldoorn, lors de la « Fête de la  Reine  », en présence de la famille royale, tuant 6 personnes et en blessant 8 autres. L'auteur de la tuerie, âgé de 38 ans, meurt de ses blessures. Des centaines de milliers de Néerlandais participaient à cet évènement. À la suite de l'accident, toutes les festivités liées à la Fête de la  reine ont été annulées. Cette fête qui célèbre depuis 1949 l'anniversaire de la reine défunte  Juliana, la mère de Beatrix, est célébrée dans tout le pays, mais  surtout à Amsterdam, où elle attire des centaines de milliers de  personnes chaque année, arborant vêtements ou accessoires orange, couleur de la maison royale.

### Mai 2009
- Vendredi 1er mai 2009  : une toile du peintre surréaliste catalan Salvador Dalí (« Adolescence », 1941) et une  peinture de l'artiste polonaise Tamara de Lempicka (« La Musicienne », 1929) ont été dérobées par braquage avec armes dans le musée Scheringa d'art réaliste, à Spanbroek (nord).

- Vendredi 8 mai 2009  : le bilan de l'attaque à la voiture contre la « Fête de la  Reine  » s'établit à 8 morts et 9 blessés. La reine Beatrix a assisté à Apeldoorn à une cérémonie en souvenir des victimes, qui a été suivie en direct à la télévision et retransmise sur un écran géant devant un public de plus de 1 000 personnes.

### Juin 2009

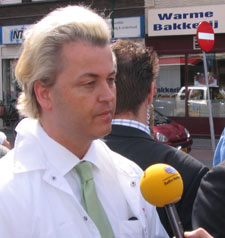
Geert Wilders
(2007)

- Jeudi 4 juin 2009, élections européennes : le parti chrétien-démocrate (CDA) du premier ministre Jan Peter Balkenende a obtenu 20,0 % des voix et 5 sièges — contre 24,6 % et 7 sièges en 2004 —, son allié au gouvernement le parti travailliste (PvdA) a obtenu 12,2 % des voix et 3 sièges — contre 23,6 % et 7 sièges en 2004 — et son autre allié, le petit parti chrétien (ChristenUnie), progresse légèrement avec 6,9 % des voix et 2 sièges. Le Parti pour la liberté (PVV) du député néerlandais d'extrême droite Geert Wilders (46 ans) a obtenu 16,9 % des voix et va faire son entrée au parlement européen pour la première fois avec 4 sièges. Le taux de participation a été de 36,5 %, inférieur à celui de 2004 (39,1 %)[3].

- Jeudi 18 juin 2009 : Un révisionniste flamand de 69 ans, Herbert Verbeke, interpellé il y a deux mois en Espagne et extradé en France, a été condamné aujourd'hui par le tribunal correctionnel de Paris à un an de prison avec sursis pour contestation de crimes contre l'Humanité, pour avoir mis en ligne un site internet mettant en cause l'existence de la Shoah.

- Lundi 22 juin 2009 : Le producteur d'énergie belge, Electrabel (groupe GDF Suez, annonce vouloir investir 1,2 milliard d'euros dans la construction, sur le site du Maasvlakte à  Rotterdam, d’une centrale de 800 mégawatts fonctionnant pour moitié avec de la biomasse et pour moitié avec du charbon. GDF Suez emploie plus de 11 000 personnes aux Pays-Bas où le groupe a réalisé un chiffre d'affaires de près de 5 milliards d'euros en 2008[4].

### Juillet 2009
- Lundi 13 juillet 2009 : Le groupe d'électronique Philips a publié un bénéfice net du deuxième trimestre en baisse de 94 % et un chiffre d'affaires de 5,23 milliards d'euros en baisse de 19 %. En janvier, Philips a annoncé la suppression de 6 000 emplois dans le monde en 2009, en sus des 3 000 suppressions d'emplois déjà annoncées au quatrième trimestre de 2008, afin de réaliser des économies de 400 millions d'euros par an dès le second semestre de 2009.
- Dimanche 26 juillet 2009 : Aux Championnats du monde de natation à Rome, l'équipe des Pays-Bas a battu en finale le record du monde de relais 4×100 m libre hommes en 3 min 31 s 72.
- Lundi 27 juillet 2009 : le groupe de poste et de courrier express TNT NV annonce un chiffre d'affaires au deuxième trimestre en baisse de 10 % à 2,528 milliards d'euros, principalement « en raison de volumes plus bas dans les branches express et poste » et un bénéfice net aussi en baisse de 60,5 % à 81 millions d'euros. TNT NV a baissé ses coûts de 9,2 % en un trimestre et a annoncé la suppression de 1 000 emplois.
- Jeudi 30 juillet 2009,  Catalogne : Six personnes sont mortes et 39 autres ont été blessées dans l'accident d'un autobus survenu vers 23h00 à Sant Pol de Mar. L'autobus transportait une majorité de Néerlandais.